# Philodromus fuscolimbatus
Philodromus fuscolimbatus là một loài nhện trong họ Philodromidae.
Loài này thuộc chi Philodromus. Philodromus fuscolimbatus được Hippolyte Lucas miêu tả năm 1846.